# Caspar Kummer
Johann Caspar Kummer (Erlau, 10 december 1795 - Coburg, 31 mei 1870) was een Duits fluitist, componist en muziekpedagoog van de late Weense klassieke periode.
Caspar Kummer werkte vanaf 1835 als fluitist in de slotkapel van de Hertog van Saksen-Coburg en Gotha in Coburg. Vanaf 1854 had hij de leiding over de kapel.
Tot zijn leerlingen behoorden onder anderen Wilhelm Popp, Friedrich Kiel (1838-39) en Felix Draeseke (1850-1852).

## Oeuvre (niet compleet)
Kummer schreef voornamelijk muziek voor zijn eigen instrument, de fluit.

### Duetten
- Duo voor 2 fluiten, op. 3
- Duo voor 2 fluiten, op. 9
- Duo voor 2 fluiten, op. 14
- Drie kleine duetten, op. 20
- Drie concertante duo's, op. 25
- Twee duo's voor fluit en klarinet, op. 46
- Duo voor 2 fluiten, op. 50
- Duo voor 2 fluiten, op. 69

### Trio's
- Trio voor 3 fluiten, op. 24
- Trio brillant, op. 30
- Trio voor fluit, klarinet en fagot, op. 32
- Trio voor 3 fluiten, op. 52
- Trio voor 3 fluiten, op. 53
- Trio voor 3 fluiten, op. 58
- Trio voor 3 fluiten, op. 65
- Trio voor 3 fluiten, op. 72
- Trio voor fluit, altviool (of viool) en piano, op. 75
- Trio voor 3 fluiten, op. 77

### Concerten
- Fluitconcert, op. 2
- Fluitconcert, op. 7
- Fluitconcert, op. 35
- Concertino voor fluit, klarinet en piano in C majeur, op. 101

### Fluitkwartetten
- Fluitkwartet G majeur, op. 16
- Fluitkwartet C majeur, op. 37
- Fluitkwartet e mineur, op. 47
- Fluitkwartet D majeur, op. 49
- Fluitkwartet G majeur, op. 54
- Fluitkwartet D majeur, op. 89
- Fluitkwartet A majeur, op. 90
- Fluitkwartet d mineur, op. 102

### Overig
- Introductie en rondo, op. 61
- Introductie en rondo, op. 73
- Adagio en variaties, op. 45
- Six Caprices ou Exercices pour la Flûte seule, op. 12